# Microgaster megaulax
Microgaster megaulax är en stekelart som beskrevs av De Saeger 1944. Microgaster megaulax ingår i släktet Microgaster och familjen bracksteklar. Inga underarter finns listade i Catalogue of Life.